# Matthew A. Hunter
Matthew A. Hunter (Auckland, Nova Zelândia, 1878 – Troy, Nova Iorque, 24 de março de 1961)  foi um professor de engenharia elétrica e materiais e pesquisador na obtenção de metais e suas ligas.
Hunter recebeu sua educação inicial em escolas públicas de seu país natal e recebeu graus de bacharel e mestre no Auckland University College com honras. Posteriormente estudou no University College, em Londres, no qual alcançou seu grau de doutor em ciências (Doctor of Science), e em várias outras universidades europeias.
Em 1959, Hunter recebeu a Gold Medal da American Society of Metals em reconhecimento de uma vida devotada ao avanço da metalurgia e o ensino de engenharia e de seu pioneirismo na aplicação de ciência aos problemas da indústria de metais. Foi o primeiro pesquisador a obter o titânio metálico puro.